# Гайдук Дмитро Олександрович
Дмитрó Олексáндрович Гайдýк (нар. 20 березня 1964 на Дніпропетровщині) — публіцист, письменник, казкар, збирач російськомовного растаманського фольклору. Найбільш відомий як автор «Растаманських казок» і «Енциклопедії конопель».

## Біографія
Навчався в Харківському університеті на факультеті іноземних мов (німецька мова), 1987—1998 жив у Полтаві, потім у Москві. З 1992 року працював перекладачем, редактором, упорядником енциклопедій у видавництвах «Міф» (Москва), «Софія» (Київ) і «Ультра.Культура» (Москва), музичним рецензентом на Ozon.ru
Головні роботи: «Містики XX століття», «Енциклопедія забобонів», «Енциклопедія пророкувань», «Енциклопедія конопель» (не видана), «Магія в теорії і на практиці» Алістера Кроулі (переклад, передмова, коментарі).
Проєкт «растаманських народні казки» існує з жовтня 1995 року, присвячений збиранню і обробці фольклору споживачів конопель. Збірники растаманських казок видаються з 1998 року, найбільш відомі видання — «Растаманські народні казки» (Ростов-на-Дону, Фенікс, 2000) і «Растаманські казки і таке інше» (М., «Ультра. Культура», 2005). Інтернет-сайт проєкту (rastaman.tales.ru) відкрився в січні 1999 р. і є одним з найстаріших літературних проєктів в Рунеті. З 2001 року видаються також аудіоверсії растаманських казок у виконанні Дмитра Гайдука з музичним супроводом (DJ Kayla Cariapadas, DJ Голландець та ін.) — цей жанр ідентичний англомовному «spoken word». Гайдук регулярно гастролює з виступами по містах Росії, України та інших країн.
Паралельні проєкти: «Джа-Будда і його джатаки» (розпочато в 1997, виданий М., «Кайя», 2004); « Конопляні джунглі» (1999—2000) — одна з перших оплачуваних регулярних авторських колонок в Рунеті, виходила на сайті High.Ru (матеріали видано М., «Кайя», 2004); «Цивільні казки» (розпочато в 1992 році, виданий у збірнику «Растаманські казки і таке інше», М., «Ультра. Культура», 2005), «Казки народів світу» та ін.
Крім того: п'єси («Сцени зі Старого Завіту» (1997, премія «Тенета-98»), філософська есеїстика («Фаллософія» (1996, 1999) та ін.)
На думку поета і критика Дар'ї Суховій,

Його тексти збудовані в дусі буддійських коанів; він же носить зачіску з косичкою. Популярність Гайдук отримав завдяки публікаціям в Інтернеті і був одним з перших російських авторів, зобов'язаних своєю популярністю саме Інтернету .

Однак є відомості, що його тексти доволі широко поширювалися самвидавом перед глобальною інтернетизацією. Спостерігалися навіть видрукувані на машинці копії творів Гайдука. Також він був досить поширений по FIDO.
«Чудовим прозаїком» називає Гайдука і критик Ілля Кукуліна .
19 грудня 2012 року сайт rastaman.tales.ru був внесений до Єдиного реєстру заборонених сайтів Федеральною службою з контролю за обігом наркотиків.